# IWI Galil ACE
La IWI Galil ACE, anche nota come IWI ACE o Galil ACE, è una famiglia di fucili da battaglia originalmente progettata dalla ditta israeliana IMI Systems e prodotta su licenza da varie altre industrie.
La famiglia si compone tanto di un modello in configurazione di fucile d'assalto quanto di uno in configurazione carabina, entrambi ad azionamento a sottrazione di gas e prodotti in tre calibri differenti (5,56 × 45 mm NATO, 7,62 × 39 mm e 7,62 × 51 mm NATO); la struttura e il meccanismo riprendono quelli del precedente fucile d'assalto IMI Galil, ma con l'adozione di modernizzazioni e di nuovi materiali per ridurre il peso.
La IWI Galil ACE è stato selezionato come arma standard dalle forze armate e di polizia della Colombia e dalle forze armate di Cile e Vietnam, ed è in uso presso varie altre nazioni dell'America Latina.